# سفارت سوئد در واشینگتن
سفارت سوئد در واشینگتن (به انگلیسی: Embassy of Sweden) یک سفارت در ایالات متحده آمریکا است که در واشینگتن، دی.سی. واقع شده‌است.